# Ljusfallet-Djupdalsvägen
Ljusfallet-Djupdalsvägen este o arie protejată (arie specială de conservare — SAC, sit de importanță comunitară — SCI) din Suedia întinsă pe o suprafață de 1,6 ha, integral pe uscat.

## Localizare
Centrul sitului Ljusfallet-Djupdalsvägen este situat la coordonatele 60°17′15″N 16°19′27″E / 60.2874°N 16.3242°E.

## Înființare
Situl Ljusfallet-Djupdalsvägen a fost declarat sit de importanță comunitară în decembrie 1998 pentru a proteja 1 specie de animale. Situl a fost protejat și ca arie specială de conservare în martie 2011.

## Biodiversitate
Situată în ecoregiunea boreală, aria protejată nu include niciun habitat protejat.
La baza desemnării sitului se află o specie protejată de  nevertebrate: fluturele auriu (Euphydryas aurinia).